# Himalcoelotes syntomos
Himalcoelotes syntomos là một loài nhện trong họ Amaurobiidae.
Loài này thuộc chi Himalcoelotes. Himalcoelotes syntomos được Jia-Fu Wang miêu tả năm 2002.